# Distrito electoral 25 (condado de Monroe, Illinois)
El distrito electoral de 25 (en inglés: Precinct 25) es un distrito electoral ubicado en el condado de Monroe en el estado estadounidense de Illinois. En el Censo de 2010 tenía una población de 1089 habitantes y una densidad poblacional de 327,72 personas por km².

## Geografía
El distrito electoral de 25 se encuentra ubicado en las coordenadas 38°25′52″N 90°12′19″O / 38.43111, -90.20528. Según la Oficina del Censo de los Estados Unidos, el distrito electoral de 25 tiene una superficie total de 3.32 km², de la cual 3.32 km² corresponden a tierra firme y (0.08%) 0 km² es agua.

## Demografía
Según el censo de 2010, había 1089 personas residiendo en el distrito electoral de 25. La densidad de población era de 327,72 hab./km². De los 1089 habitantes, el distrito electoral de 25 estaba compuesto por el 97.43% blancos, el 0.09% eran afroamericanos, el 0.28% eran amerindios, el 0.92% eran asiáticos, el 0% eran isleños del Pacífico, el 0.09% eran de otras razas y el 1.19% pertenecían a dos o más razas. Del total de la población el 2.11% eran hispanos o latinos de cualquier raza.